# الاتحادات الموقوفة عن المشاركة في بطولة العالم للرياضات المائية
الاتحادات الموقوفة عن المشاركة في بطولة العالم للرياضات المائية، خلال بطولة العالم للألعاب المائية التي تنظمها الاتحاد الدولي للسباحة (فينا)، يُسمح للرياضيين التابعين لهيئة إدارة الرياضة بالمشاركة تحت علم الاتحاد الدولي مع تصنيف "بلدهم" تحت مسمى "اتحاد عضو مُعلَّق". في عام 2015، علق اتحاد سريلانكا، لكن رياضيوها شاركوا كلاعبين مستقلين تحت رمز الاتحاد الدولي. ومنذ عام 2017، شاركت كل من الكويت وكينيا والفلبين في بطولات العالم للألعاب المائية تحت تصنيف "اتحاد عضو مُعلَّق" (SMF).

## الاتحادات الموقوفة المشمولة
| عام          | الأعضاء الموقوفون | الرياضيين |
| ------------ | ----------------- | --------- |
| قازان 2015   | سريلانكا          | 4         |
| بودابست 2017 | الكويت            | 2         |
| غوانغجو 2019 | لا أحد            | لا أحد    |
| بودابست 2022 | كينيا             | 2         |
| 2023 فوكوكا  | كينيا             | 4         |
| 2023 فوكوكا  | الفلبين           | 6         |
| الدوحة 2024  | بيلاروسيا         | 5         |
| المجموع      | 5 اتحادات         |           |

### تمثيل الاتحادات الأعضاء عند إيقافها
- الاتحاد السريلانكي للرياضات المائية (2015–2016)[1]
- الاتحاد الكويتي للسباحة (2015–2019)[2]
- الاتحاد الكيني للسباحة (2019–تعليق نشط)[3]
- الاتحاد الفلبيني للسباحة (2022–2023)

## بطولة العالم للرياضات المائية 2017
بسبب تعليق عضوية الاتحاد الكويتي للسباحة، شارك الرياضيون الكويتيون كلاعبين مستقلين في بطولة العالم للرياضات المائية 2017. أقيمت البطولة في بودابست، المجر خلال الفترة من 14 إلى 30 يوليو. حيث شارك سباحان كويتيان في ثلاثة فعاليات سباحة مختلفة.
| رياضي       | جنسيته                        | تصفيات         | تصفيات         | نصف النهائي | نصف النهائي | النهائي  | النهائي  |
| رياضي       | جنسيته                        | وقت            | تصنيف          | وقت         | تصنيف       | وقت      | تصنيف    |
| ----------- | ----------------------------- | -------------- | -------------- | ----------- | ----------- | -------- | -------- |
| خالد الحوطي | سباحة حرة 50 متر رجال         | 25.24          | 97             | لم يتقدم    | لم يتقدم    | لم يتقدم | لم يتقدم |
| راشد الطرم  | سباق 100 متر سباحة حرة للرجال | لم يبدأ السباق | لم يبدأ السباق | لم يتقدم    | لم يتقدم    | لم يتقدم | لم يتقدم |
| راشد الطرم  | سباق 200 متر سباحة حرة للرجال | لم يبدأ السباق | لم يبدأ السباق | لم يتقدم    | لم يتقدم    | لم يتقدم | لم يتقدم |

## بطولة العالم للرياضات المائية 2022
شارك سباحان من كينيا في بطولة العالم للرياضات المائية التي أقيمت في بودابست بالمجر خلال الفترة من 18 يونيو إلى 3 يوليو 2022. تنافس كل سباح منهما في مسابقتي سباحة مختلفتين ضمن منافسات الرجال.

### الرجال
| رياضي      | حدث               | تصفيات | تصفيات | نصف النهائي | نصف النهائي | النهائي  | النهائي  |
| رياضي      | حدث               | وقت    | تصنيف  | وقت         | تصنيف       | وقت      | تصنيف    |
| ---------- | ----------------- | ------ | ------ | ----------- | ----------- | -------- | -------- |
| صوليح طالب | 50 متر سباحة حرة  | 24.23  | 62     | لم يتقدم    | لم يتقدم    | لم يتقدم | لم يتقدم |
| صوليح طالب | 100 متر سباحة حرة | 54.02  | 78     | لم يتقدم    | لم يتقدم    | لم يتقدم | لم يتقدم |

### السيدات
| رياضي       | حدث                    | تصفيات | تصفيات | نصف النهائي | نصف النهائي | النهائي  | النهائي  |
| رياضي       | حدث                    | وقت    | تصنيف  | وقت         | تصنيف       | وقت      | تصنيف    |
| ----------- | ---------------------- | ------ | ------ | ----------- | ----------- | -------- | -------- |
| لوسيا روشتي | 50 متر سباحة حرة       | 27.92  | 52     | لم يتقدم    | لم يتقدم    | لم يتقدم | لم يتقدم |
| لوسيا روشتي | 50 متر سباحة على الظهر | 32.33  | 32     | لم يتقدم    | لم يتقدم    | لم يتقدم | لم يتقدم |

## بطولة العالم للرياضات المائية 2023
شارك ستة رياضيين من الفلبين وأربعة من كينيا في منافسات بطولة العالم للرياضات المائية التي استضافتها مدينة فوكوكا اليابانية خلال الفترة من 14 إلى 30 يوليو 2023. وجاءت مشاركة هؤلاء الرياضيين ضمن المنافسات المختلفة التي شملت سباقات السباحة تحت مظلة الاتحاد الدولي للرياضات المائية (فينا).

### الرجال
| رياضي              | جنسيته  | حدث                  | تصفيات  | تصفيات | نصف النهائي | نصف النهائي | النهائي  | النهائي  |
| رياضي              | جنسيته  | حدث                  | وقت     | تصنيف  | وقت         | تصنيف       | وقت      | تصنيف    |
| ------------------ | ------- | -------------------- | ------- | ------ | ----------- | ----------- | -------- | -------- |
| جارود هاتش         | فيلبيني | سباق الفراشة 50 مترا | 24.07   | 46     | لم يتقدم    | لم يتقدم    | لم يتقدم | لم يتقدم |
| جارود هاتش         | فيلبيني | سباق الفراشة 100 متر | 52.87   | 32     | لم يتقدم    | لم يتقدم    | لم يتقدم | لم يتقدم |
| جيرارد جاسينتو     | فيلبيني | سباحة الظهر 50 مترًا  | 26.41   | 41     | لم يتقدم    | لم يتقدم    | لم يتقدم | لم يتقدم |
| جيرارد جاسينتو     | فيلبيني | سباحة 100 متر ظهرًا   | 58.40   | 51     | لم يتقدم    | لم يتقدم    | لم يتقدم | لم يتقدم |
| مونيو ماينا        | كينيا   | 100 متر سباحة حرة    | 53.03   | 82     | لم يتقدم    | لم يتقدم    | لم يتقدم | لم يتقدم |
| مونيو ماينا        | كينيا   | 200 متر سباحة حرة    | 1:55.28 | 53     | لم يتقدم    | لم يتقدم    | لم يتقدم | لم يتقدم |
| صوليح أبو بكر طالب | كينيا   | 50 متر سباحة حرة     | 24.23   | 74     | لم يتقدم    | لم يتقدم    | لم يتقدم | لم يتقدم |
| صوليح أبو بكر طالب | كينيا   | سباحة الظهر 50 مترًا  | 30.03   | 59     | لم يتقدم    | لم يتقدم    | لم يتقدم | لم يتقدم |

### السيدات
| رياضي          | حدث     | تصفيات                  | تصفيات  | نصف النهائي | نصف النهائي | النهائي  | النهائي  |          |
| رياضي          | حدث     | وقت                     | تصنيف   | وقت         | تصنيف       | وقت      | تصنيف    |          |
| -------------- | ------- | ----------------------- | ------- | ----------- | ----------- | -------- | -------- | -------- |
| ياسمين الخالدي | فيلبيني | 50 متر سباحة حرة        | 26.30   | 47          | لم يتقدم    | لم يتقدم | لم يتقدم | لم يتقدم |
| ياسمين الخالدي | فيلبيني | سباق الفراشة 100 متر    | 1:01.94 | 34          | لم يتقدم    | لم يتقدم | لم يتقدم | لم يتقدم |
| ماريا برونلينر | كينيا   | 50 متر سباحة حرة        | 26.49   | 49          | لم يتقدم    | لم يتقدم | لم يتقدم | لم يتقدم |
| ماريا برونلينر | كينيا   | 100 متر سباحة حرة       | 59.00   | 39          | لم يتقدم    | لم يتقدم | لم يتقدم | لم يتقدم |
| شياندي تشوا    | فيلبيني | 200 متر سباحة على الظهر | 2:13.80 | 23          | لم يتقدم    | لم يتقدم | لم يتقدم | لم يتقدم |
| شياندي تشوا    | فيلبيني | سباق 400 متر فردي متنوع | 4:49.13 | 25          | لم يتقدم    | لم يتقدم |          |          |
| ديلا كروز      | فيلبيني | 50 متر سباحة صدر        | 32.25   | 36          | لم يتقدم    | لم يتقدم | لم يتقدم | لم يتقدم |
| ديلا كروز      | فيلبيني | 100 متر سباحة صدر       | 1:11.79 | 45          | لم يتقدم    | لم يتقدم | لم يتقدم | لم يتقدم |
| إميلي موتيتي   | كينيا   | سباق الفراشة 50 مترا    | 28.46   | 40          | لم يتقدم    | لم يتقدم | لم يتقدم | لم يتقدم |
| إميلي موتيتي   | كينيا   | سباق الفراشة 100 متر    | 1:03.17 | 42          | لم يتقدم    | لم يتقدم | لم يتقدم | لم يتقدم |

### مختلط
| رياضي                                                              | حدث   | تصفيات                           | تصفيات  | النهائي | النهائي  |          |
| رياضي                                                              | حدث   | وقت                              | تصنيف   | وقت     | تصنيف    |          |
| ------------------------------------------------------------------ | ----- | -------------------------------- | ------- | ------- | -------- | -------- |
| - مونيو ماينا - صوليح أبو بكر طالب - إميلي موتيتي - ماريا برونلينر | كينيا | سباق التتابع الحر 4 × 100 متر    | 3:42.58 | 26      | لم يتقدم | لم يتقدم |
| - صوليح أبو بكر طالب - ماريا برونلينر - إميلي موتيتي - مونيو ماينا | كينيا | سباق التتابع المتنوع 4 × 100 متر | 4:15.36 | 30      | لم يتقدم | لم يتقدم |